# Moreiras
Moreiras is een plaats (freguesia) in de Portugese gemeente Chaves en telt 308 inwoners (2001).